# Johann Georg (Brandenburg-Jägerndorf)

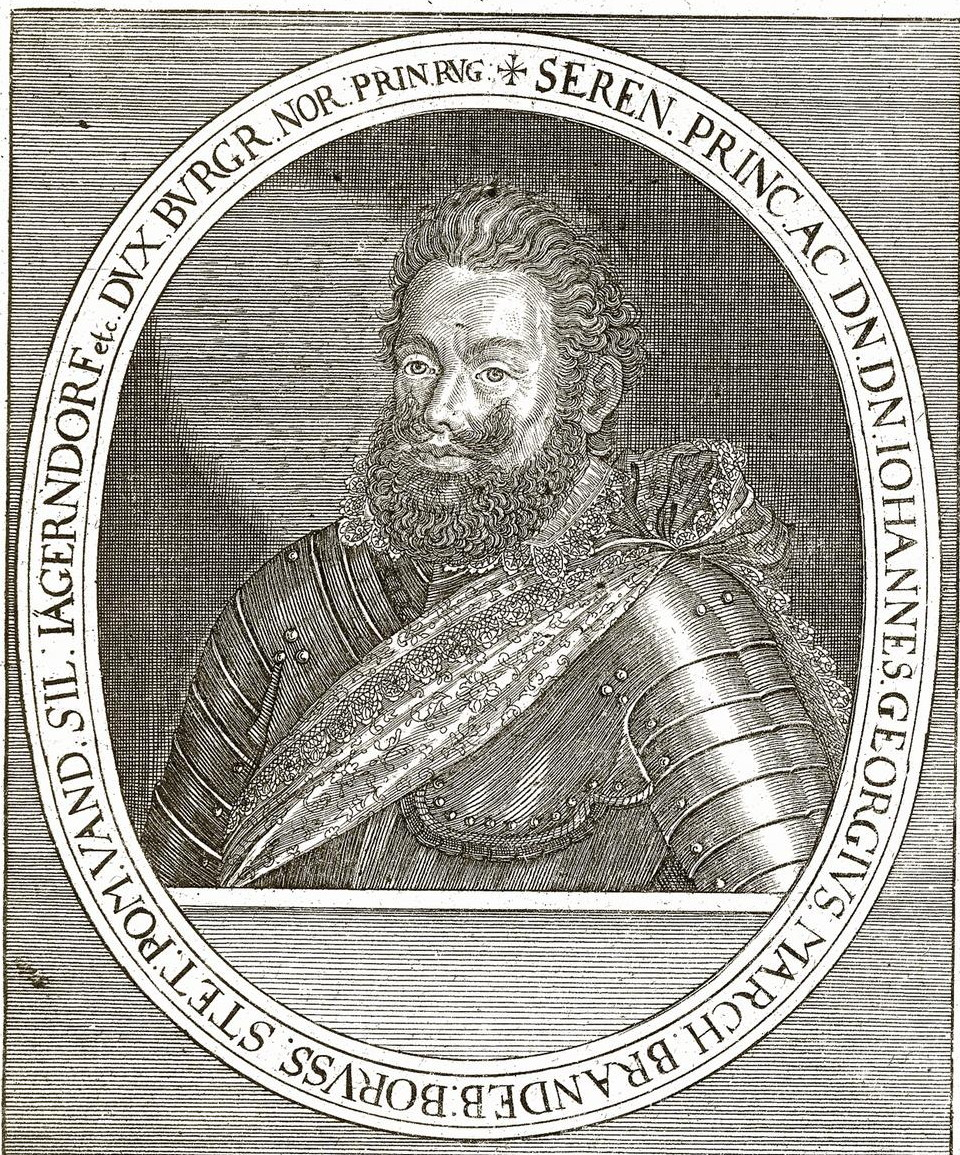
Markgraf Johann Georg von Brandenburg, Herzog von Jägerndorf

Markgraf Johann Georg von Brandenburg (* 16. Dezember 1577 in Wolmirstedt; † 2. März 1624 in Leutschau) war von 1592 bis 1604 Administrator des Bistums Straßburg, ab 1606 Herzog zu Jägerndorf und ab 1616 Herrenmeister der Ballei Brandenburg des Johanniterordens. Johann Georg stammte aus dem deutschen Fürstenhaus Hohenzollern.

## Leben

### Herkunft
Johann Georg war der zweite Sohn aus der ersten Ehe des Kurfürsten Joachim Friedrich von Brandenburg (1546–1608) mit Katharina von Küstrin.

### Werdegang

#### Bischof von Straßburg
Nach der Vertreibung des Kölner Fürstbischofs und Kurfürsten Gebhard Truchseß von Waldburg, der die Gräfin Agnes von Mansfeld geheiratet hatte, zog er sich in das Stift Straßburg zurück und starb dort als Domdechant. Weitere protestantische Domkapitulare aus Köln, die ebenfalls mit dem Kurfürsten geflohen waren, hatten sich mit ihm nach Straßburg begeben, wo sie als Domherren auch Pfründen besaßen. Durch die Unterstützung der Bürger der Stadt erkämpften sie sich im Domkapitel die Oberhand. Die katholischen Domherren zogen sich mit Bischof Johann IV. von Manderscheid-Blankenheim nach Zabern zurück und erklärten sich selbst für das einzig rechtmäßige Kapitel.
Das protestantische Domkapitel hatte sich durch die Aufnahme weiterer protestantischer Mitglieder von hohem Rang verstärkt. Nach dem Tod des Bischofs Johann 1592 wählten sie den 15-jährigen Markgrafen Johann Georg von Brandenburg zum neuen protestantischen Bischof bzw. Administrator. Die katholischen Domherren ernannten dagegen den Bischof von Metz, Karl von Lothringen zum Bischof, der sofort im Straßburger Kapitelstreit zu den Waffen griff, um das gesamte Stift in seinen Besitz zu bekommen.
Das protestantische Kapitel wurde durch die Stadt Straßburg unterstützt und kontrollierte die rechtsrheinischen Gebiete. Dort wurden die Mönche der Klöster Allerheiligen und Ettenheimmünster vertrieben und zur Finanzierung des Bischofskriegs an den Herzog Friedrich I. von Württemberg verpfändet, wobei Herzog Friedrich auch mit der Gegenseite Finanzierungsverträge schloss, um in den Pfandbesitz der Gebiete im Renchtal zu gelangen. Umsonst versuchte Kaiser Rudolf II. den Streit zu entscheiden.
Schließlich wurde nach vielen Verhandlungen und langen Kämpfen am 22. November 1604 der Hagenauer Vertrag geschlossen. Dadurch verzichtete Johann Georg auf die Bischofswürde in Straßburg gegen eine Zahlung von 130.000 Goldgulden und eine lebenslange Rente von 9.000 Gulden jährlich, die Herzog Friedrich I. zu leisten hatte. Dieser erhielt dafür als Pfand das Amt Oberkirch übertragen. Kardinal Karl von Lothringen wurde als Bischof von Straßburg bestätigt. Gleichzeitig wurde Leopold von Österreich als Koadjutor eingesetzt.

#### Herzog von Jägerndorf
Johann Georg erhielt 1606 das Herzogtum Jägerndorf in Schlesien von seinem Vater, dem Kurfürsten Joachim Friedrich, übertragen. Die schlesischen Besitzverhältnisse der Hohenzollern, in denen das Herzogtum Jägerndorf eine zentrale Stellung hatte, waren schon längere Zeit Streitpunkte, da sie die Kaiser aus dem Haus Habsburg als heimgefallen ansahen. Neben Jägerndorf waren auch die schlesischen Pfandherrschaften Beuthen und Oderberg strittig.

#### Statthalter der Mark Brandenburg
Im Oktober 1612 forderte ihn sein Bruder Kurfürst Johann Sigismund von Brandenburg auf, als Nachfolger des Adam Gans Edler zu Putlitz sein Statthalter in der Mark Brandenburg zu werden. Er traf am 22. Januarjul. / 1. Februar 1613greg. in Berlin ein, wo zunächst der Geheime Rat als oberstes Regierungskollegium neu geordnet wurde. In den folgenden Monaten hielt er sich bei der Einführung des Calvinismus am Berliner Hof durch seine Brüder Markgraf Ernst und Kurfürst Johann Sigismund von Brandenburg zwar zurück, veranlasste aber 1615 die Beseitigung der Bilder und Altäre im Berliner Dom, wodurch er den Berliner Tumult auslöste, bei dem er selbst in Gefahr geriet. 1616 wurde er zum Herrenmeister der Ballei Brandenburg des Johanniterordens gewählt. Durch die nachgiebige und schwankende Politik des Kurfürsten enttäuscht, ging er 1617 wieder nach Jägerndorf.

#### Teilnahme am Ständeaufstand und böhmischen Krieg
Nachdem es zu den Verdiensten der Hohenzollern, vorrangig unter Georg dem Frommen, gehört hatte, den Protestantismus in Schlesien kultiviert und mit Überzeugung verteidigt zu haben, war zur Zeit Johann Georgs der neue Glaube erstarrt, und er selbst wandte sich der Reformierten Kirche zu. Da er auch in entsprechender Weise in der Pfarr- und Schloßkirche von Jägerndorf predigen ließ, führte dies zum Aufruhr in der Stadt und in ähnlicher Form auch in der benachbarten Stadt Leobschütz.
Als evangelischer Fürst trat er mit der Mehrheit der schlesischen Stände und den Böhmen zur Wahrung ihrer religiösen Freiheiten der am 25. Juni 1609 geschlossenen Union bei und übernahm den die religiösen Rechte sichernden Majestätsbrief für Schlesien vom 20. August 1609.
Die Politik Johann Georgs war geprägt von der Bedrohung, die er durch das Kaiserhaus gegenüber seinen Rechtstiteln sah. Er sollte 1618 die Herrschaften Beuthen und Oderberg durch das „Breslauer Fürstenrecht“ gegen Pfand an die Habsburger zurückgeben. Er strebte daher auch Bündnisse mit den Feinden des Kaisers an und arbeitete auf eine Verbindung der österreichischen Stände mit der Protestantischen Union hin. Mit dem Aufstand in Böhmen erwuchs Ferdinand II. im Kurfürsten Friedrich V. von der Pfalz ein Gegenspieler, den Johann Georg als Oberbefehlshaber der Truppen engagiert unterstützte. Durch die Niederlage in der Schlacht am Weißen Berg war allerdings sein Schicksal besiegelt. Er wurde wie andere Anführer auch mit der Reichsacht belegt. Seine Güter wurden eingezogen und Ferdinand II. belehnte den kaisertreuen Fürsten Karl von Liechtenstein, um diesen auch für erlittene Verluste zu entschädigen. Auch die folgenden Interventionen des Hauses Hohenzollern, Ansprüche beim Kaiser geltend zu machen und in Jägerndorf an die Lehenspflichten zu erinnern, blieben ein formeller Protest. Das Herzogtum Jägerndorf ging dauerhaft auf das Haus Liechtenstein über. Im Juli 1621 musste der von Ferdinand II Geächtete nach Ungarn flüchten, wo er 1624 starb. Beuthen und Oderberg erhielt der kaiserliche Hofbankier Donnersmarck.

### Familie
Am 3. Juni 1610 heiratete er in Jägerndorf Eva Christine von Württemberg  (* 6. Mai 1590; † 18. März 1657), die Tochter von Herzog Friedrich I. von Württemberg (1557–1608) und Sibylla von Anhalt (1564–1614). Die Feierlichkeiten beschreibt Friedrich Karl von Moser in „Kleine Schriften“.
Sie hatten die folgenden Kinder:
- Katharine Sibylle (1611–1612)
- Georg (1613–1614)
- Albrecht (1614–1620)
- Katharina Sibylle (*/† 1615)
- Ernst von Brandenburg (1617–1642)